# Miss Italia nel mondo 1997
La settima edizione di Miss Italia nel mondo si è svolta presso le Terme Berzieri di Salsomaggiore Terme il 30 agosto 1997 ed è stata condotta da Carlo Conti. Vincitrice del concorso è risultata essere la svizzera Loredana La Rosa.

## Piazzamenti
| Risultato finale           | Concorrente                                     |
| -------------------------- | ----------------------------------------------- |
| Miss Italia nel mondo 1997 | - Svizzera - Loredana La Rosa                   |
| 2ª classificata            | - Canada - Sonia Boiago                         |
| 3ª classificata            | - Canada - Rossana Tassone                      |
| 4ª classificata            | - Venezuela - Romina Natalia Meraviglia Kodelia |
| 5ª classificata            | - Brasile - Flávia Maria Libertini              |
| 6ª classificata            | - Argentina - Carolina Volponi                  |
| 7ª classificata            | - Etiopia - Dorina De Vita                      |
| 8ª classificata            | - Perù - Andrea Melissa Suito Jordan            |
| 9ª classificata            | - Svizzera - Alessandra Costanzo                |
| 10ª classificata           | - Tunisia - Hella Soraya Colleoni Zanetti       |

## Concorrenti[1]
01 Svizzera - Loredana La Rosa
02 Canada - Sonia Boiago
03 Canada - Rossana Tassone
04 Venezuela - Romina Natalia Meraviglia Kodelia
05 Brasile - Flávia Maria Libertini
06 Argentina - Carolina Volponi
07 Etiopia - Dorina De Vita
08 Perù - Andrea Melissa Suito Jordan
09 Svizzera - Alessandra Costanzo
10 Tunisia - Hella Soraya Colleoni Zanetti
11 Australia - Giovanna Sorrentino
12 Brasile - Bárbara Binotto Brognoli
13 Colombia - Andrea Bazzani
14 Croazia - Lorella Radeka
15 Francia - Gabriella Ieffi
16 Ungheria - Chiara Dobrinja
17 Malta - Alexia Scotto
18 Marocco - Renata Thieck
19 Slovenia - Mateja Tomasincich
20 Uruguay - Soledad Casas Alderete
21 Algeria - Yasmina Oussayef
22 Belgio - Stéphanie Carpentier
23 Repubblica Dominicana - Jeannette d'Antonio Del Orbe
24 Germania - Patrizia Lentini
25 Regno Unito - Rosanna Christina West
26 Paesi Bassi - Andrea Constantinescu
27 Lussemburgo - Manuela Materazzi
28 Norvegia - Mariella Vurro
29 Svezia - Maria Gabriella Vitiello
30 Stati Uniti d'America - Nancy Antonia Bozzi